# 奧濟梅克

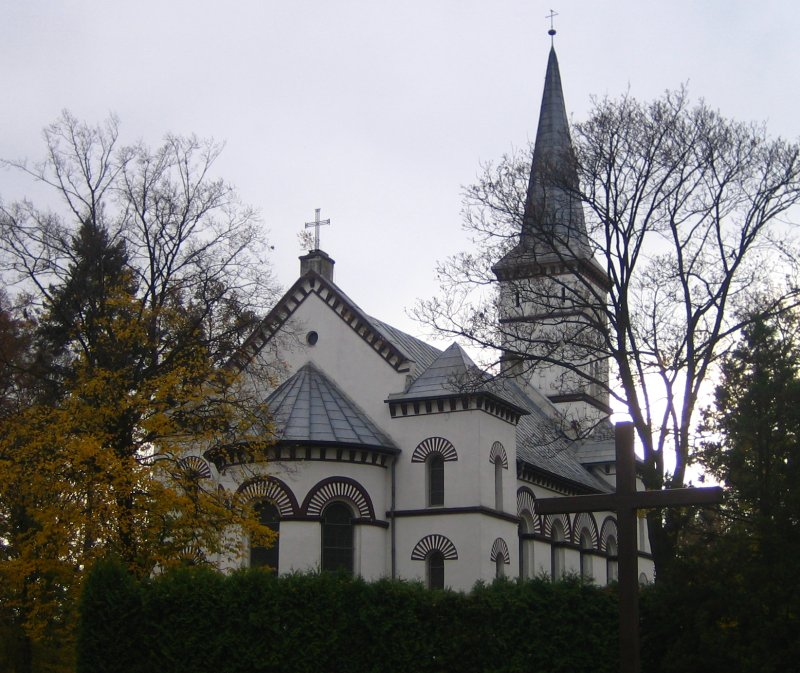

奧濟梅克（波兰语：Ozimek）是波蘭的城鎮，位於該國西南部，由奧波萊省負責管轄，面積3.25平方公里，鎮上的信義宗教堂建於1819年，2006年人口9,944，人口密度為每平方公里3,100人。
50°40′23″N 18°12′47″E / 50.67306°N 18.21306°E